# 매니페스트 (드라마)
《매니페스트》(영어: Manifest)는 미국의 드라마이다. 2018년 9월 24일 NBC에서 처음 방송되었다.

## 같이 보기
- 로스트
- 더 리턴드
- 착오 (드라마)